# آرمن تونیان
آرمن روبنی تونیان (ارمنی: Արմեն Ռուբենի Տոնյան؛  زادهٔ ۶ ژوئیهٔ ۱۹۱۸ - درگذشته ۱۸ نوامبر ۲۰۰۰) مهندس، سیاستمدار اهل ارمنستان بود.

## زندگی‌نامه
وی در ۶ ژوئیهٔ ۱۹۱۸ در تفلیس به دنیا آمدو از انستیتو صنایع سبک فناوری روسیه و آکادمی مهدنسی نیروی هوایی ژوکوفسکی فارغ‌التحصیل گشت. همچنین برندهٔ جوایزی همچون نشان پرچم سرخ کار، نشان افتخار، نشان جنگ میهنی (درجه یک و درجه دو) شده است. وی در ۱۸ نوامبر ۲۰۰۰ در سن ۸۲ سالگی در ایروان درگذشت.

## یادداشت
1. ↑  ՀՀ թեթև արդյունաբերության նախարար
2. ↑  ՀՀ Պետպլանի նախագահի տեղակալ
3. ↑  Իդա Ավետի Մովսեսյան
4. ↑  բժշկական գիտությունների թեկնածու
5. ↑  Երևանի բժշկական համալսարանի դոցենտ
6. ↑  Մոսկվայի թեթև արդյունաբերության տեխնոլոգիական ինստիտուտ
7. ↑  Ժուկովսկու անվան Ռազմաօդային Ակադեմիա